# معبد سوجیجی

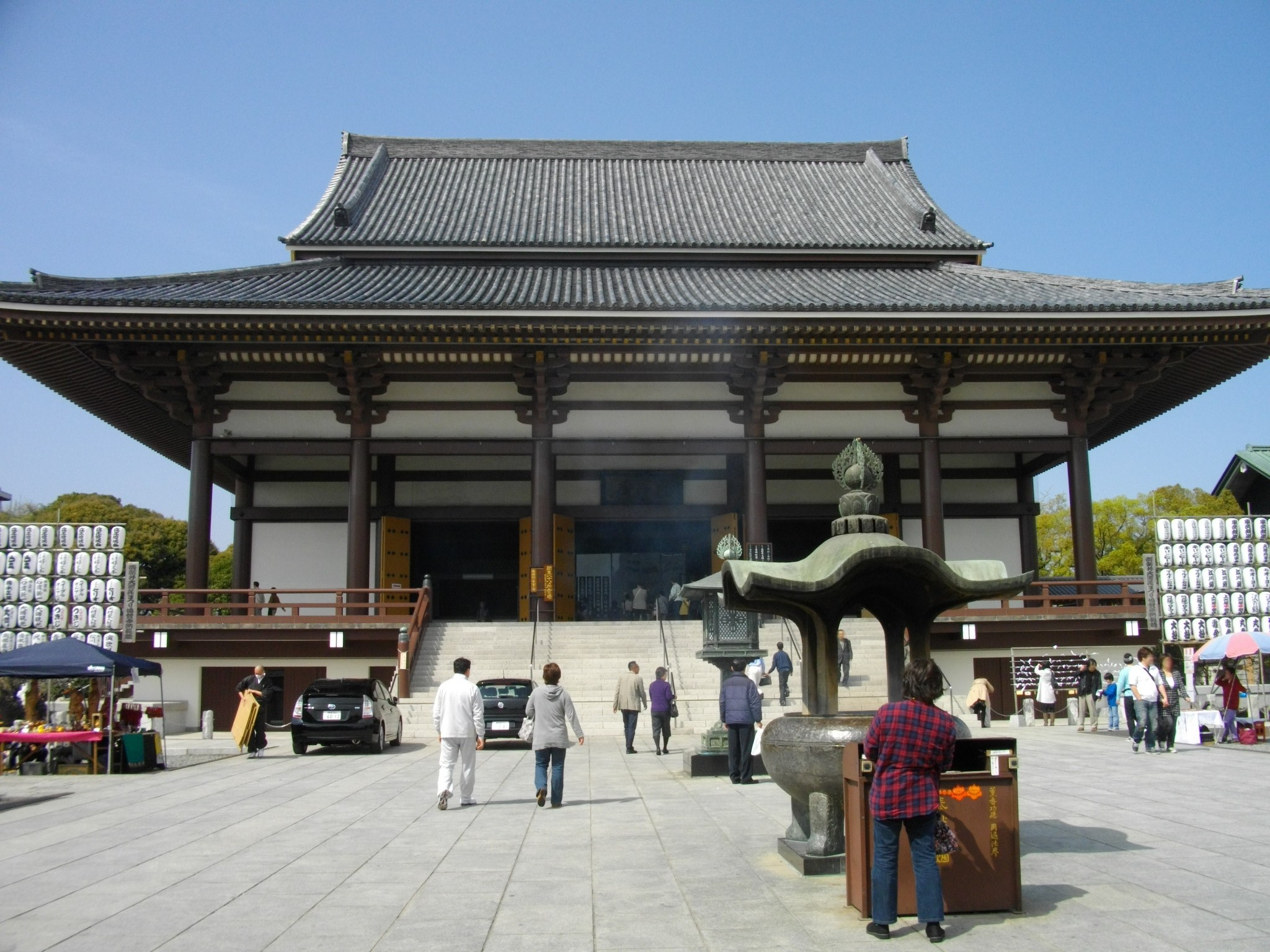
معبد سوجیجی.

معبد سوجیجی (به ژاپنی: 總持寺 Sōji-ji) در منطقهٔ تاچیکاوا در توکیو، پایتخت ژاپن واقع شده و در سال ۸۲۶ میلادی ساخته شده‌است.

## رسیدن به معبد
- جی آر، خط که‌ایهین-توهوکو ایستگاه تسورومی (鶴見駅) تا معبد ۱۰ دقیقه پیاده راه است.

## نگارخانه

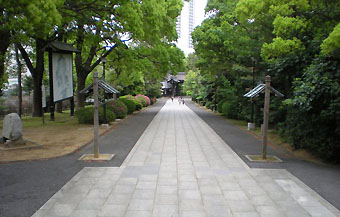
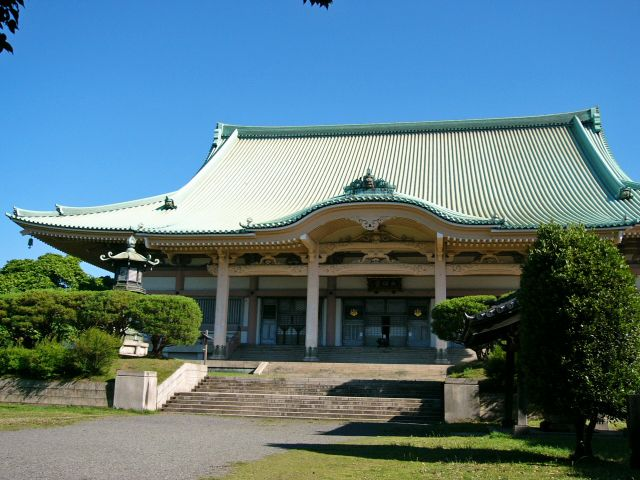
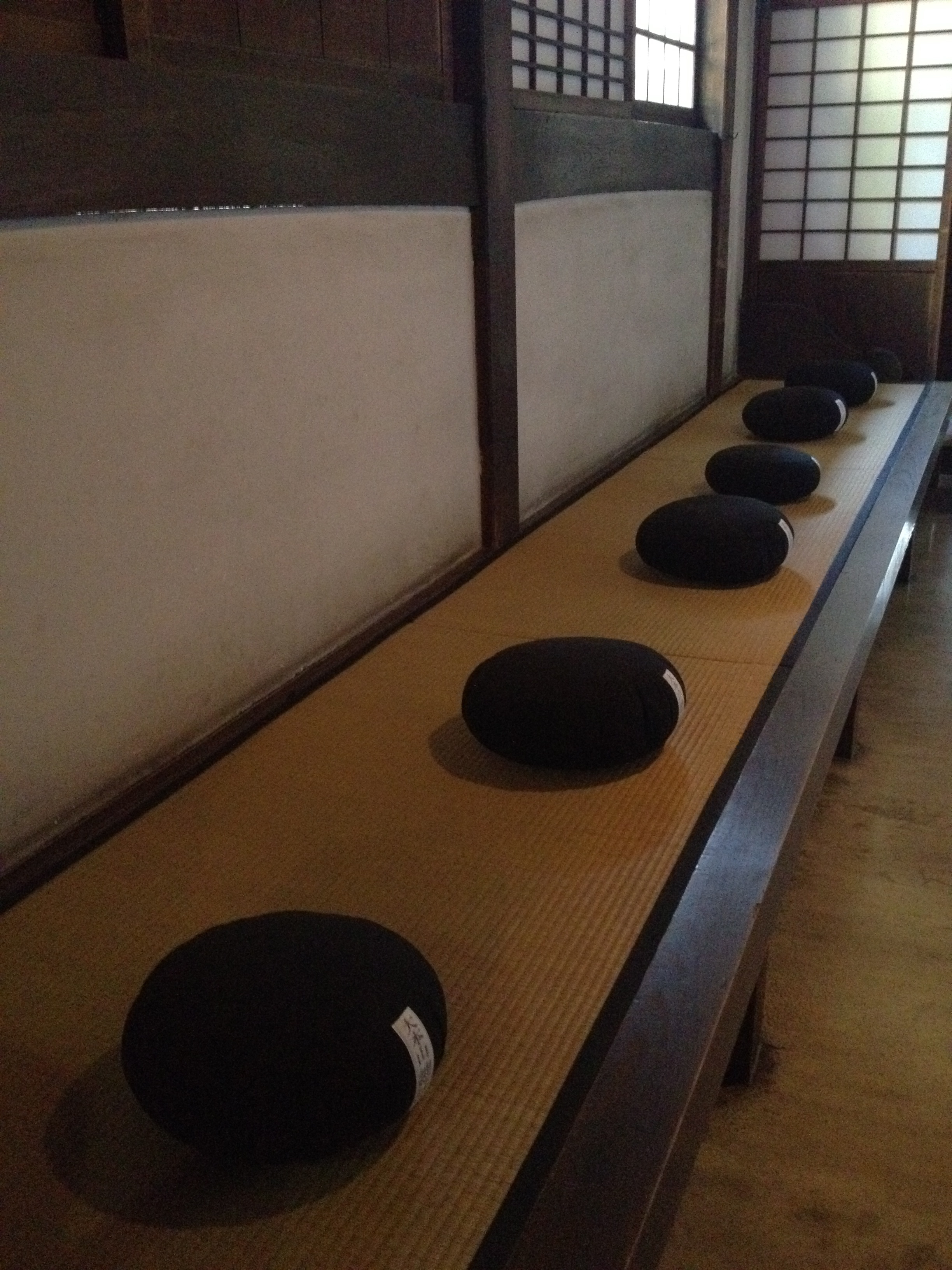